# Gerry Ward
Gerald W. Ward, detto Gerry (Bronx, 6 settembre 1941), è un ex cestista statunitense, professionista nella NBA.

## Carriera
Venne selezionato dai St. Louis Hawks al primo giro del Draft NBA 1963 (5ª scelta assoluta).

## Palmarès
- Campionato NBA: 1

Boston Celtics: 1965